# Anaxyrus
Anaxyrus  (лат.) — род бесхвостых земноводных из семейства жаб, обитающих в Новом Свете. Длительное время рассматривался как подрод жаб, и только в 2006 году определён как самостоятельный род.

## Описание
Общая длина представителей этого рода достигает 8—10 см. От других жаб отличаются расположением паротид и структурой кожи. Окрашены преимущественно в тёмные цвета с оливковыми и желтоватыми оттенками.

## Образ жизни
Населяют разнообразные биотопы, встречаются как на равнинах и низменностях, так и в горах. Активны преимущественно ночью или в сумерках. Питаются беспозвоночными.

## Размножение
Это яйцекладущие земноводные. Самки откладывают до 3000 икринок.

## Распространение
Обитают в Северной и Центральной Америке.

## Классификация
На февраль 2023 года в род включают 23 вида:
- Anaxyrus americanus (Holbrook, 1836) — Американская жаба
- Anaxyrus baxteri (Porter, 1968)
- Anaxyrus boreas (Baird & Girard, 1852) — Западноамериканская жаба
- Anaxyrus californicus (Camp, 1915)
- Anaxyrus canorus (Camp, 1916) — Иосемская жаба
- Anaxyrus cognatus (Say, 1822) — Степная жаба
- Anaxyrus compactilis (Wiegmann, 1833) — Лопатоногая жаба
- Anaxyrus debilis (Girard, 1854) — Сверчковая жаба
- Anaxyrus exsul (Myers, 1942) — Чёрная жаба
- Anaxyrus fowleri (Hinckley, 1882)
- Anaxyrus hemiophrys (Cope, 1886) — Дакотская жаба
- Anaxyrus houstonensis (Sanders, 1953) — Хьюстонская жаба
- Anaxyrus kelloggi (Taylor, 1938) — Жаба Келлога
- Anaxyrus mexicanus (Brocchi, 1879)
- Anaxyrus microscaphus (Cope, 1867) — Прыгающая жаба
- Anaxyrus monfontanus (Gordon, Simandle, Sandmeier, and Tracy, 2020)
- Anaxyrus nelsoni (Stejneger, 1893)
- Anaxyrus nevadensis (Gordon, Simandle, Sandmeier, and Tracy, 2020)
- Anaxyrus punctatus (Baird & Girard, 1852) — Краснопятнистая жаба
- Anaxyrus quercicus (Holbrook, 1840) — Жаба-малютка
- Anaxyrus retiformis (Sanders & Smith, 1951) — Сонорская жаба
- Anaxyrus speciosus (Girard, 1854) — Техасская жаба
- Anaxyrus terrestris (Bonnaterre, 1789) — Шишкоголовая жаба
- Anaxyrus williamsi (Gordon, Simandle & Tracy, 2017)
- Anaxyrus woodhousii (Girard, 1854) — Жаба Вудхауза

## Галерея
- Anaxyrus baxteri
- Западноамериканская жаба
- Anaxyrus fowleri
- Anaxyrus californicus
- Иосемская жаба
- Краснопятнистая жаба
- Жаба Вудхауза
- Шишкоголовая жаба